# Aneeti Tiaon
Aneeti Tiaon – kiribatyjski koszykarz, reprezentant kraju na arenie międzynarodowej.
W 2003 roku, jego zespół wziął udział w Igrzyskach Pacyfiku rozgrywanych na Fidżi. Podczas tego turnieju wystąpił w trzech meczach, jednak nie zdobył on żadnego punktu, a jego ekipa nie odegrała większej roli w zawodach (zespół ten zajął ostatnie 8. miejsce). Na parkiecie spędził nieco ponad 30 minut.
Obecnie, Tiaon jest jednym z działaczów kiribatyjskiego klubu o nazwie Teaoraereke Basketball Club.